# متلازمة تدهور الزيتون السريع
متلازمة التدهور السريع للزيتون هو مرض يسببه سلالة من البكتيريا تُعرف بـزيليلا فاستيديوسا (بالإنجليزية: Xylella fastidiosa)‏. يتسبب هذا المرض في ضعف وموت تدريجي لأشجار الزيتون، حيث يظهر ذلك من خلال تساقط الأوراق وجفاف الفروع، مما يعرقل إنتاج المحصول من قبل الشجرة.

## الأعراض
احتراق الأوراق وجفاف الأغصان والفروع، بدءًا من الجزء العلوي من التاج ثم الانتقال إلى بقية أجزاء الشجرة.

## الأضرار

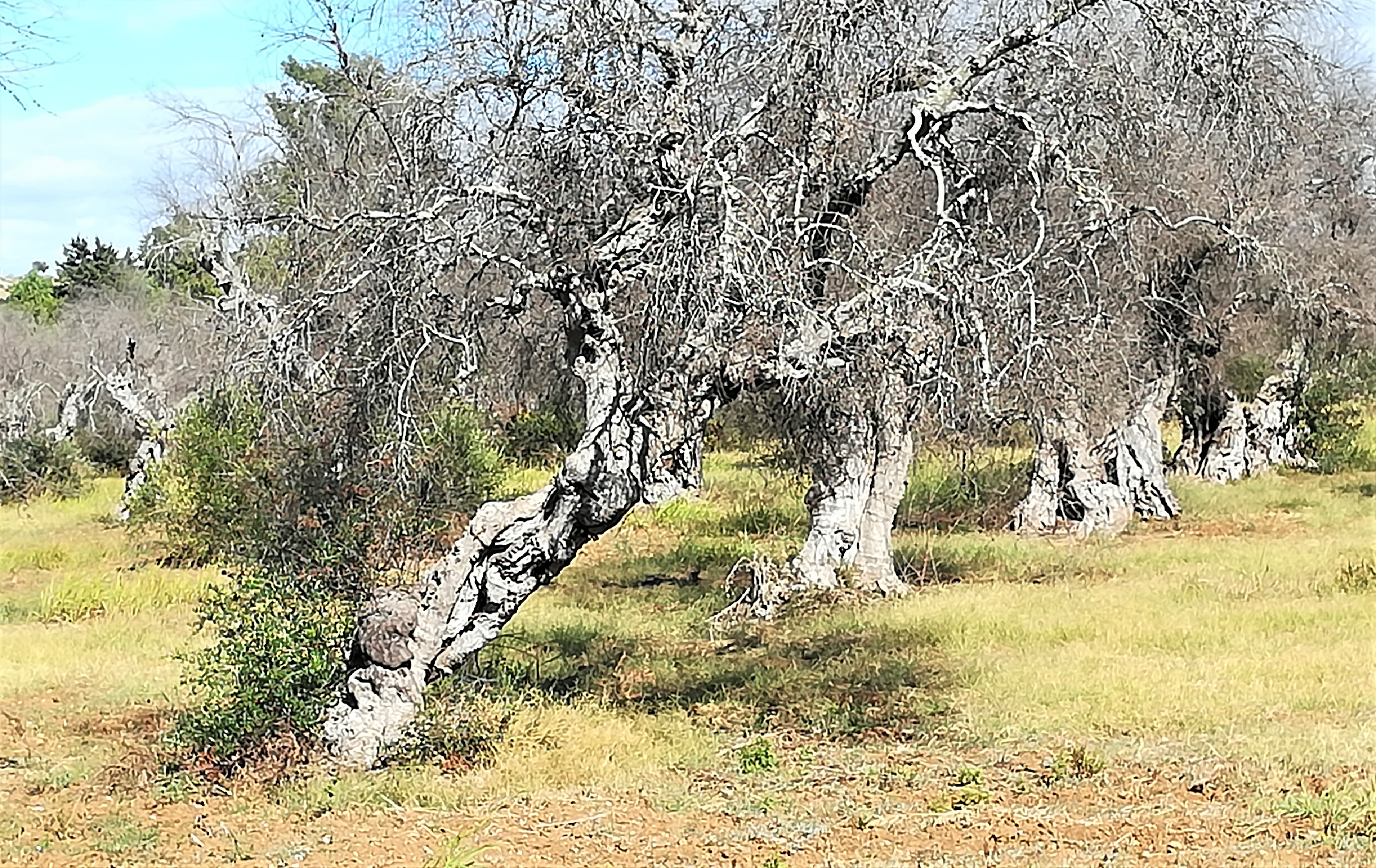
صورة من إنتشار مرض متلازمة التدهور السريع في أشجار الزيتون

ينتشر هذا المرض بأشجار الزيتون عن طريق الحشرات الماصة للنباتات في العصارة وتمنع البكتيريا تدفق النسغ داخل الشجرة وبالتالي تخنق أطرافها.

## تأثير
المرض يؤثر بشكل خاص على مزارع الزيتون في جنوب إيطاليا. اكتشاف لأول مرة في سالنتو في عام 2013. حتى عام 2020، كان المرض يهدد مزارع الزيتون وإنتاج الزيت في إيطاليا واليونان وإسبانيا، التي تمثل معًا 95% من إنتاج الزيت الأوروبي. يتوقع نموذج لعام 2020 أثرًا اقتصاديًا محتملا للمرض في إيطاليا على مدى 50 عامًا يتراوح بين 1.9 مليار إلى 5.6 مليار يورو.
بالإضافة إلى أوروبا، اكتشاف المرض أيضًا في محاصيل الزيتون في كاليفورنيا والأرجنتين والبرازيل.